# Remigia detersa
Mocis conveniens là một loài bướm đêm trong họ Erebidae.